# Villaespasa
Villaespasa község Spanyolországban, Burgos tartományban. Villaespasa Cascajares de la Sierra, Hortigüela, Mambrillas de Lara, Campolara, Villoruebo, Tinieblas de la Sierra, San Millán de Lara és Jaramillo Quemado községekkel határos. Lakosainak száma 22 fő (2024).

## Népesség
A település népessége az utóbbi években az alábbiak szerint változott:
| Lakosok száma | 29   | 23   | 18   | 19   | 18   | 26   | 26   | 23   | 27   | 22   |
|               | 2001 | 2004 | 2006 | 2009 | 2011 | 2014 | 2016 | 2019 | 2021 | 2024 |